# 新孟菲斯
新孟菲斯（英語：New Memphis）是美國伊利諾伊州克林頓縣一個非建制地區，海拔為130米（420英尺），位於160号伊利诺伊州州道（Illinois Route 160）和177号伊利诺伊州州道（Illinois Route 177）的交匯處，並距離馬斯庫塔（Mascoutah）以東約6英里（9.7）。新孟菲斯設有一所郵政局，而其美國郵遞區號則是62266。